# Charles Gerhardt
Charles Hunter Gerhardt (ur. 6 czerwca 1895 w Lebanon w stanie Tennessee, zm. 9 października 1976 w Winter Park w stanie Floryda) – amerykański generał major; dowódca 29 Dywizji Piechoty od 1943 roku do zakończenia II wojny światowej. Dowodził dywizją podczas desantu na plaży Omaha 6 czerwca 1944 roku.

## Wczesne lata i kariera wojskowa

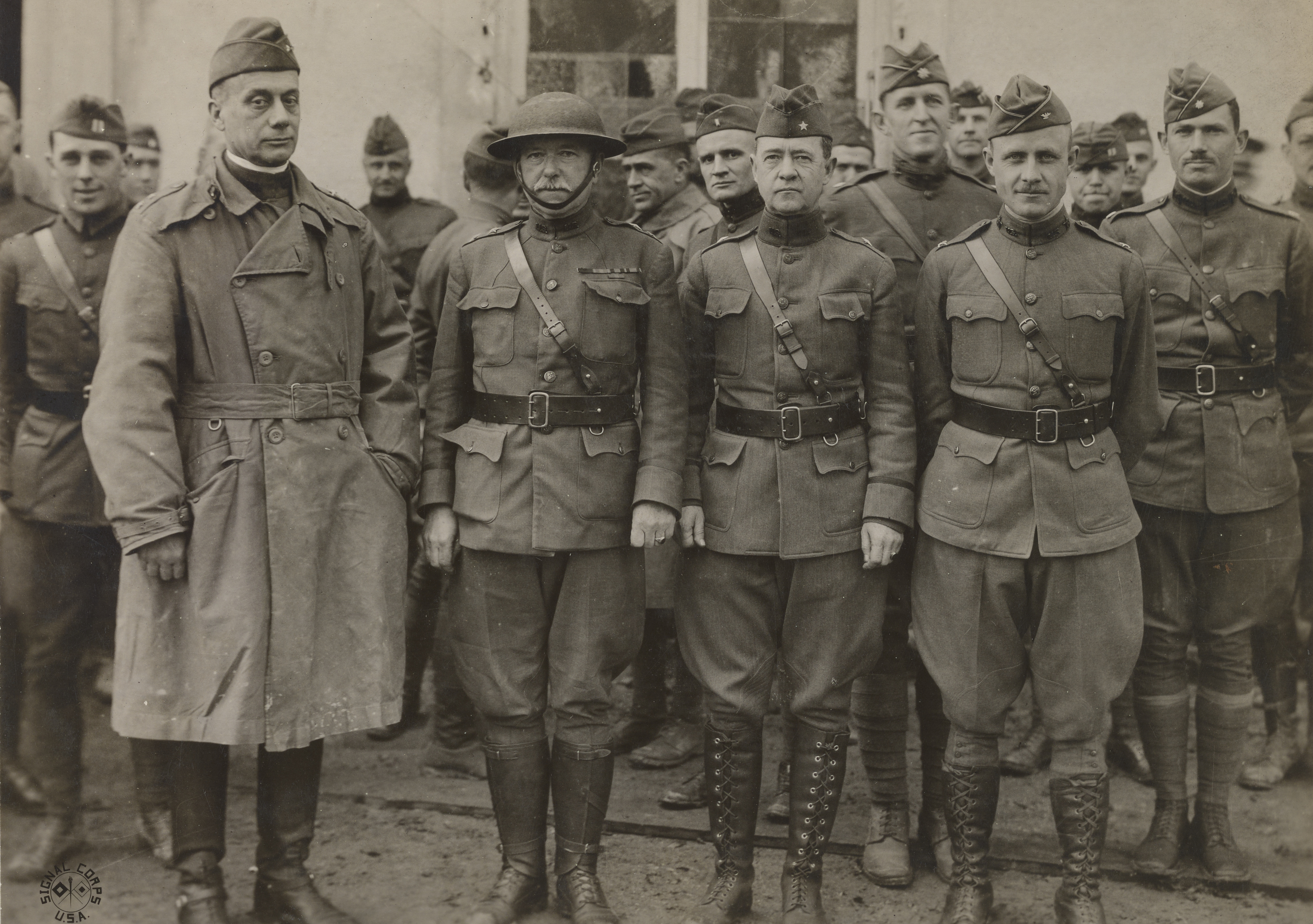
Od lewej do prawej: generał major William M. Wright, dowodzący 89 Dywizją, generał major Frank L. Winn, następca Wrighta w dowództwie 89 Dywizji i generał-brygadoier Henry D. Todd Jr., dowodzący 58 Brygadą Artylerii Polowej, Stenay, Francja, 12 listopada 1918. Za Wrightem stoi jego adiutant, kapitan Charles H. Gerhardt

Dorastał w rodzinie wojskowej jako syn Charlesa Gerhardta, zawodowego oficera, który przeszedł na emeryturę jako generał-brygadier. Młodszy Gerhardt od 1913 roku uczęszczał do United States Military Academy w West Point, gdzie zyskał reputację utalentowanego gracza w futbol amerykański, baseball i polo. W 1916 roku Gerhardt był rozgrywającym drużyny West Point, która wygrała 30–10 z drużyną Notre Dame, a prowadził go słynny pierwszoroczniak George Gipp. Była to jedyna porażka Notre Dame w tym roku.
Klasa Gerhardta w West Point ukończyła szkołę 6 kwietnia 1917 roku, sześć tygodni przed planowanym terminem, w dniu, w którym Stany Zjednoczone oficjalnie przystąpiły do I wojny światowej. Gerhardt otrzymał stopień podporucznika kawalerii Armii Stanów Zjednoczonych. Wśród tych, z którymi ukończył studia, byli późniejsi generałowie tacy jak Matthew Ridgway, Mark W. Clark, J. Lawton Collins, Ernest N. Harmon, Norman Cota, William W. Eagles, Laurence B. Keiser, Frederick Augustus Irving, John T. Cole, Augustus M. Gurney, Elbert L. Ford, John M. Devine, Charles S. Kilburn, Harold R. Jackson, Basil H. Perry, Albert C. Smith, Clare Hibbs Armstrong, Daniel Noce, Aaron Bradshaw Jr. Harris M. Melasky, William C. McMahon czy William Kelly Harrison, Jr.
Awansowany na porucznika 15 maja, otrzymał pierwszy przydział w jednostce kawalerii w Teksasie. Później służył jako oficer sztabowy w kwaterze głównej 89 Dywizji Piechoty na froncie zachodnim jako część Amerykańskich Sił Ekspedycyjnych. Zakończył wojnę jako adiutant generała majora Williama M. Wrighta, dowódcy 89 Dywizji Piechoty.

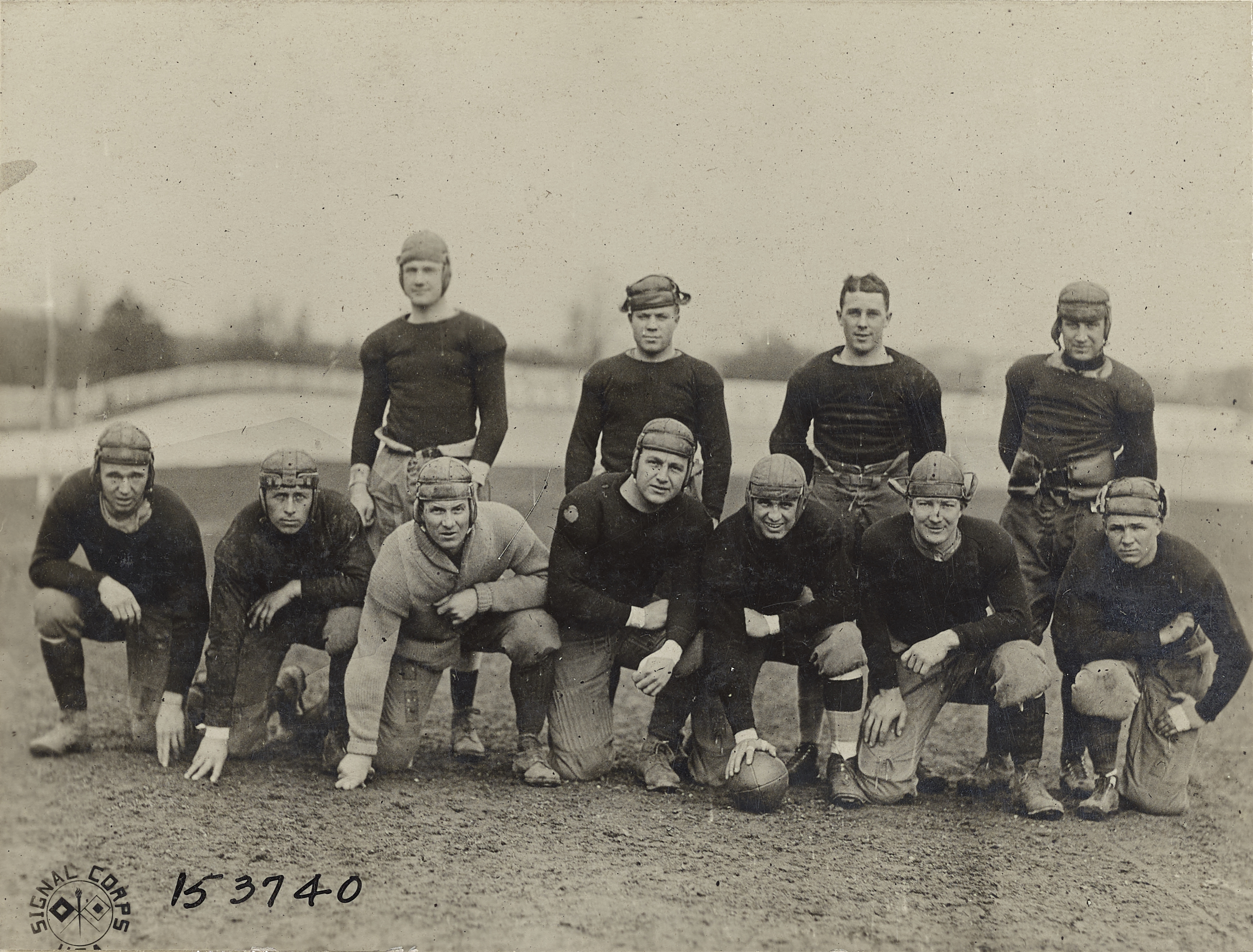
Drużyna sportowa 89 Dywizji, Gerhardt stoi drugi od prawej w tylnym rzędzie i Withington w jaśniejszej koszulce z przodu, Higgins na dole po lewej, Lindsey na górze po lewej, a Clark na górze po prawej

Jako żołnierz sił okupacyjnych po zawieszeniu broni, Gerhardt grał jako rozgrywający w drużynie 89 Dywizji, która wygrała mistrzostwa futbolu Amerykańskich Sił Ekspedycyjnych w marcu 1919 roku. Paul Withington z Korpusu Medycznego Armii był prawym obrońcą, kapitanem drużyny i trenerem. Przyszli sławni trenerzy futbolu Bob Higgins, Adrian Lindsey i George Clark również byli członkami tej drużyny.

## Okres międzywojenny
Pozostając w wojsku w okresie międzywojennym, Gerhardt uczył taktyki w West Point od lutego 1926 do sierpnia 1931 roku. W 1932 roku został wybrany na sędziego w zawodach jeździeckich na Igrzyskach Olimpijskich 1932 w Los Angeles. Następnie uczęszczał do Szkoły Dowództwa i Sztabu Generalnego w Fort Leavenworth w Kansas, którą ukończył w maju 1933 roku. 1 lipca 1940 roku został awansowany na podpułkownika.

## II wojna światowa

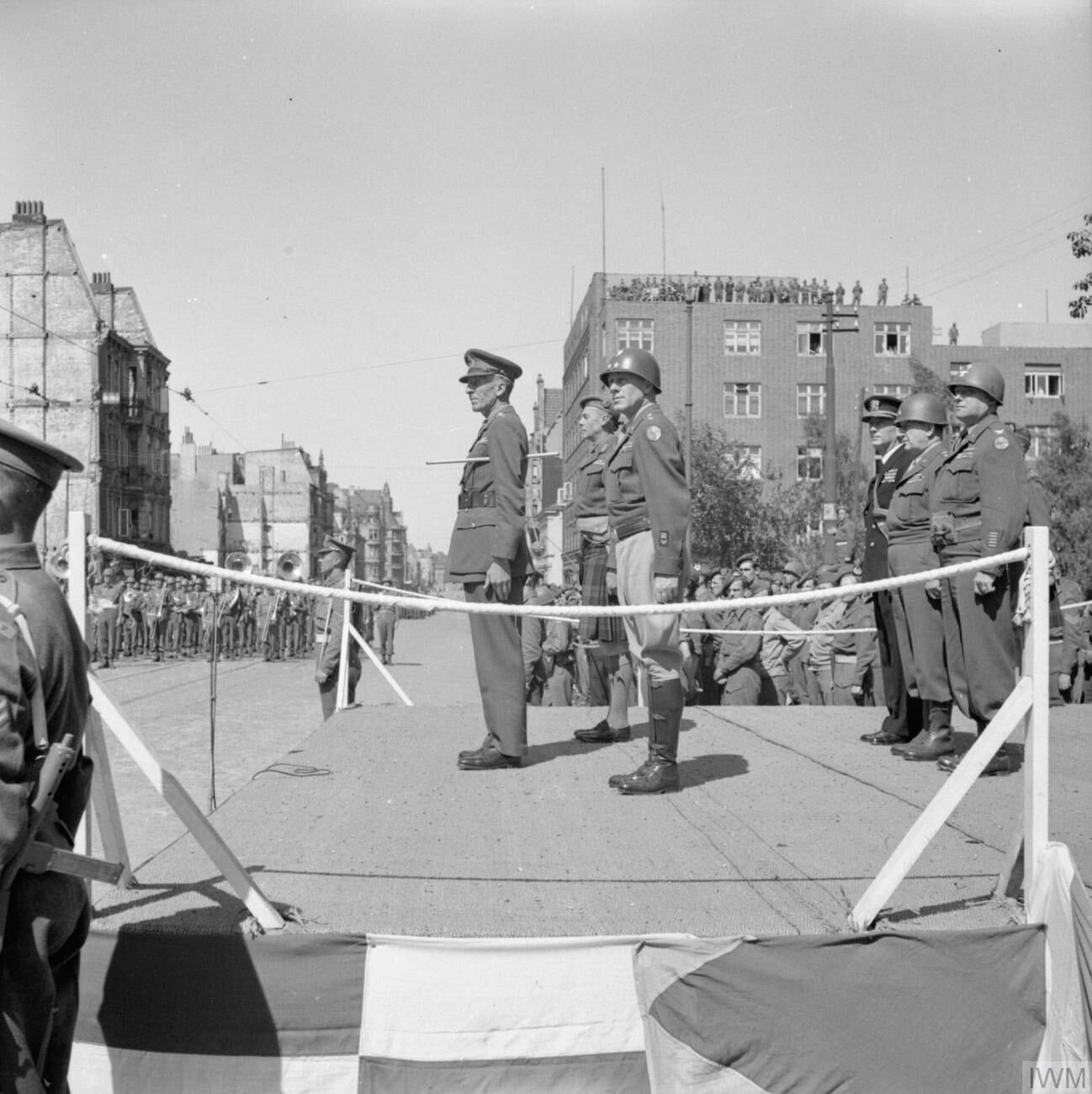
Brytyjski generał porucznik Brian Horrocks, generał major Gordon MacMillan i generał major Charles H. Gerhardt podczas ceremonii upamiętniającej przekazanie Bremerhaven przez Brytyjczyków siłom amerykańskim, maj 1945

W momencie przystąpienia Amerykanów do II wojny światowej dowodził 56 Brygadą Kawalerii, pełniąc tę funkcję od 13 września po otrzymaniu awansu na tymczasowy stopień generała-brygadiera 10 lipca 1941 roku.
Ponownie awansował, tym razem na stopień generała majora, 26 czerwca 1942 roku, był pierwszym generałem dowodzącym (CG) 91 Dywizji Piechoty, dywizji całkowicie poborowej, w Camp White w stanie Oregon.
W lipcu 1943 roku, przejmując dowództwo od generała majora Leonarda T. Gerowa, objął dowództwo nad 29 Dywizją Piechoty, formacją Gwardii Narodowej, która wówczas stacjonowała w południowo-zachodniej Anglii w ramach przygotowań do inwazji aliantów na Normandię i była tam od października 1942 roku. W ramach przygotowań do inwazji zaplanowanej na wiosnę 1944 roku dywizja przeszła intensywne szkolenie w zakresie operacji desantowych.
Gerhardt był wymagającym dowódcą, utrzymywał surową dyscyplinę i wielu jego ludzi uważało go za pedanta, który często denerwował się z powodu drobiazgów, takich jak brak zapięcia paska hełmu pod brodą. Jedna ze znanych historii opowiada, jak upomniał żołnierza dzień po lądowaniu w Normandii za rzucenie skórek z pomarańczy na ziemię. Nie tolerował brudu ani błota na ciężarówkach i kazał żołnierzom zatrzymywać się i czyścić pojazdy prawie w każdych okolicznościach. Był też jednak znakomitym i zdeterminowanym szkoleniowcem i takiego samego wysiłku oczekiwał od swoich podwładnych. Dowodził 29 Dywizją Piechoty przez cały okres walk w Europie, od D-Day do zakończenia II wojny światowej w Europie 8 maja 1945 roku.

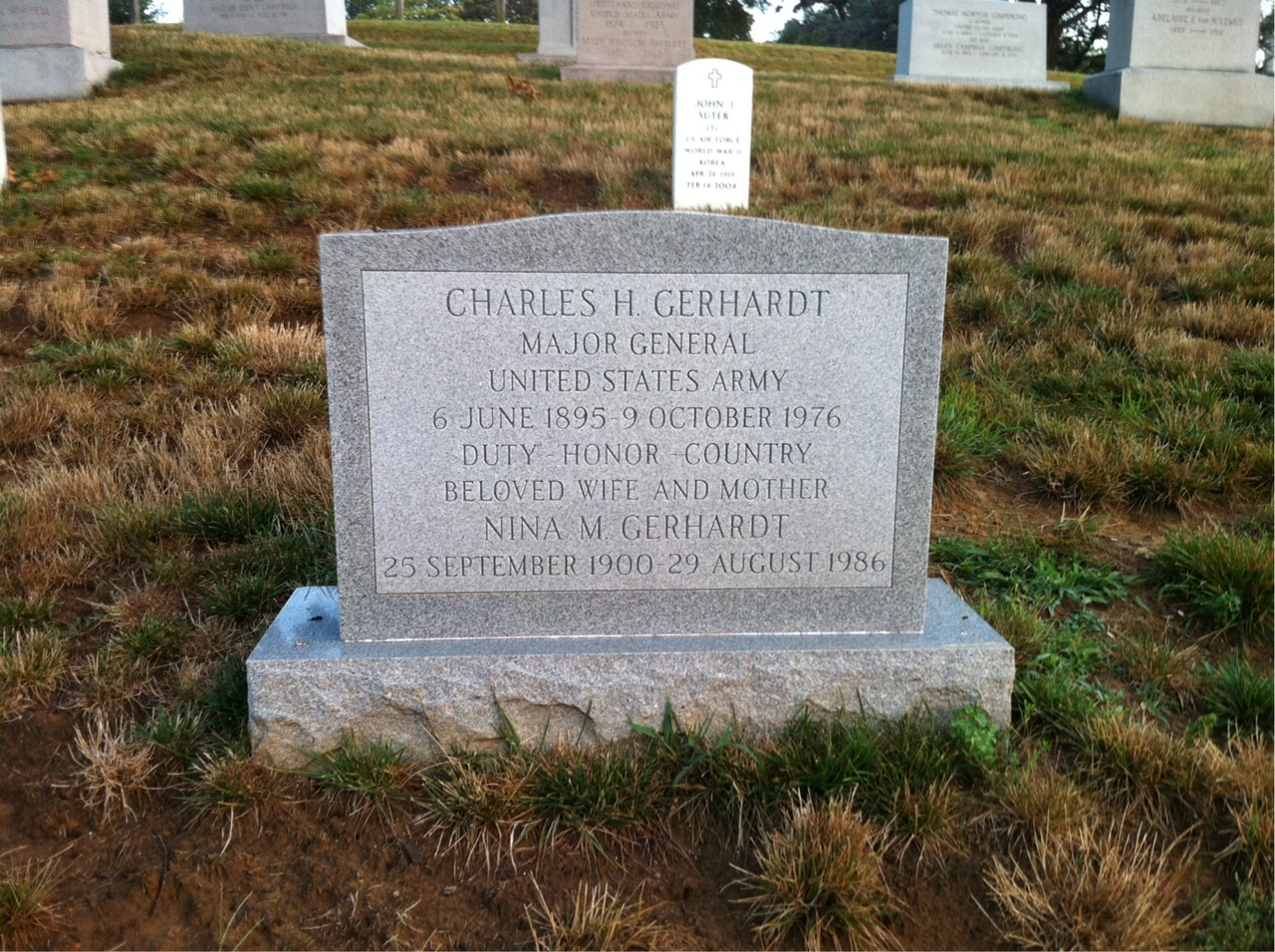
Grób generała majora Charlesa H. Gerhardta i jego żony, Niny M. Gerhardt, na Cmentarzu Narodowym w Arlington

Był jednym z najbardziej kontrowersyjnych dowódców amerykańskich na Europejskim Teatrze Działań Wojennych. Jego krytycy twierdzili, że brakowało mu wiedzy o taktyce wojskowej i nie dbał o życie swoich ludzi; wskazując na często zadziwiająco wysoki wskaźnik strat w szeregach 29 Dywizji, która od 6 czerwca 1944 do 8 maja 1945 straciła ponad 20 600 zabitych, rannych lub zaginionych żołnierzy. Mówiono, że Gerhardt faktycznie dowodził trzema dywizjami: jedną na polu bitwy, jedną w szpitalu i jedną na cmentarzu. Uważano go również za rozwiązłego moralnie, o czym świadczył dom publiczny, który założył dla swoich ludzi w pobliżu Rennes we Francji, który generał porucznik Omar Bradley, dowódca 12 Grupy Armii, kazał zamknąć. Gerhardt osobiście zatwierdził znak dywizji, na którym widniał napis: Blue and Gray Corral; Riding Lessons 100 Franks. „Blue and Gray” to przydomek dywizji, symbolizujący to, że służyli w niej żołnierze pochodzący z obu stron linii Masona-Dixona. Po wojnie został zdegradowany do stopnia pułkownika z powodu wysokich strat ponoszonych przez jego dywizję i niemoralnych ekscesów.

## Po wojnie
Po wojnie pełnił funkcję attaché wojskowego Stanów Zjednoczonych w Brazylii i na stanowisku garnizonowym w Fort Meade w stanie Maryland. Przeszedł na emeryturę w stopniu generała majora w 1952 roku.
Zmarł 9 października 1976 roku w Winter Park na Florydzie w wieku 81 lat i został pochowany na Cmentarzu Narodowym w Arlington.